# Rio TV Câmara
Rio TV Câmara é a emissora de televisão pública da Câmara Municipal do Rio de Janeiro, que tem como objetivo principal a transmissão de sessões plenárias, debates e outras atividades legislativas, criada com o objetivo de promover a transparência e o acesso público às atividades do legislativo carioca.

## História

#### Fundação e Primeiros Anos
Inaugurada no dia 17 de dezembro de 2023 durante a gestão do então presidente da Câmara Municipal, Vereador Ivan Moreira. Sua primeira transmissão ocorreu no plenário do Palácio Pedro Ernesto, sede do legislativo carioca. Inicialmente, a programação era focada na cobertura das sessões plenárias, garantindo que os cidadãos pudessem acompanhar as discussões e votações dos vereadores.
No início, a emissora operava com um sistema analógico, inspirado no modelo da TV Câmara Federal. A infraestrutura era modesta, com equipamentos básicos e uma equipe que enfrentou desafios técnicos e operacionais para consolidar a transmissão.
Nesse período inicial, a emissora focou em documentar as discussões legislativas que moldavam a sociedade carioca. As primeiras transmissões eram uma novidade, capturando debates importantes e momentos históricos, como a aprovação do Projeto Lei da Transparência.

#### Expansão e Evolução da Programação
Em 19 de abril de 2007, a Rio TV Câmara passou por um ponto de virada importante com a inauguração de suas novas instalações. Até então, a programação da emissora era restrita às sessões plenárias, comissões e votações de projetos de lei. Com a nova estrutura, foi possível ampliar a atuação criando programas que estreitaram a relação entre os parlamentares e a população.
A emissora começou a ir além do ambiente legislativo, levando a política diretamente às comunidades. Os programas não só abordavam o trabalho dos vereadores, mas também exploravam a essência da cidade, destacando suas personalidades, bairros e os desafios enfrentados pelos cariocas. Tudo isso de acordo com os princípios do artigo 221 da Constituição Federal, que orienta as emissoras de rádio e TV a promoverem a informação, educação, cultura, artes e a respeitarem os valores éticos e sociais.

#### Atualmente
Nos últimos anos, a Rio TV Câmara investiu ainda mais em representatividade, com projetos como a parceria com o portal Notícia Preta, que trouxe um olhar diverso sobre os temas locais. Esse movimento também se refletiu na gestão da emissora, com a nomeação de Alex Cunha, jornalista com mais de 15 anos de experiência nas maiores emissoras de TV do país, como diretor — sendo o primeiro negro a ocupar essa posição na história da TV Câmara.
A emissora também já contou com a participação de outros jornalistas experientes e reconhecidos como Sérgio Costa, ex-Band, que alternava com Boris Casoy na bancada do Jornal da Noite e conduziu debates políticos de grande repercussão, incluindo um em que o então deputado Flávio Bolsonaro, candidato à prefeitura do Rio de Janeiro, teve uma queda de pressão e precisou deixar o local. Também passaram pela Rio TV Câmara Aline Bordalo, jornalista esportiva ex-repórter e apresentadora do Globo Esporte  na TV Globo  além de ter participado de outros programas esportivos no SBT Rio e SporTV. Outra profissional que integrou a emissora foi Eliane Benício, que atuou no canal Futura, TV Escola e foi âncora do Repórter Brasil Tarde na TV Brasil.

## Programação

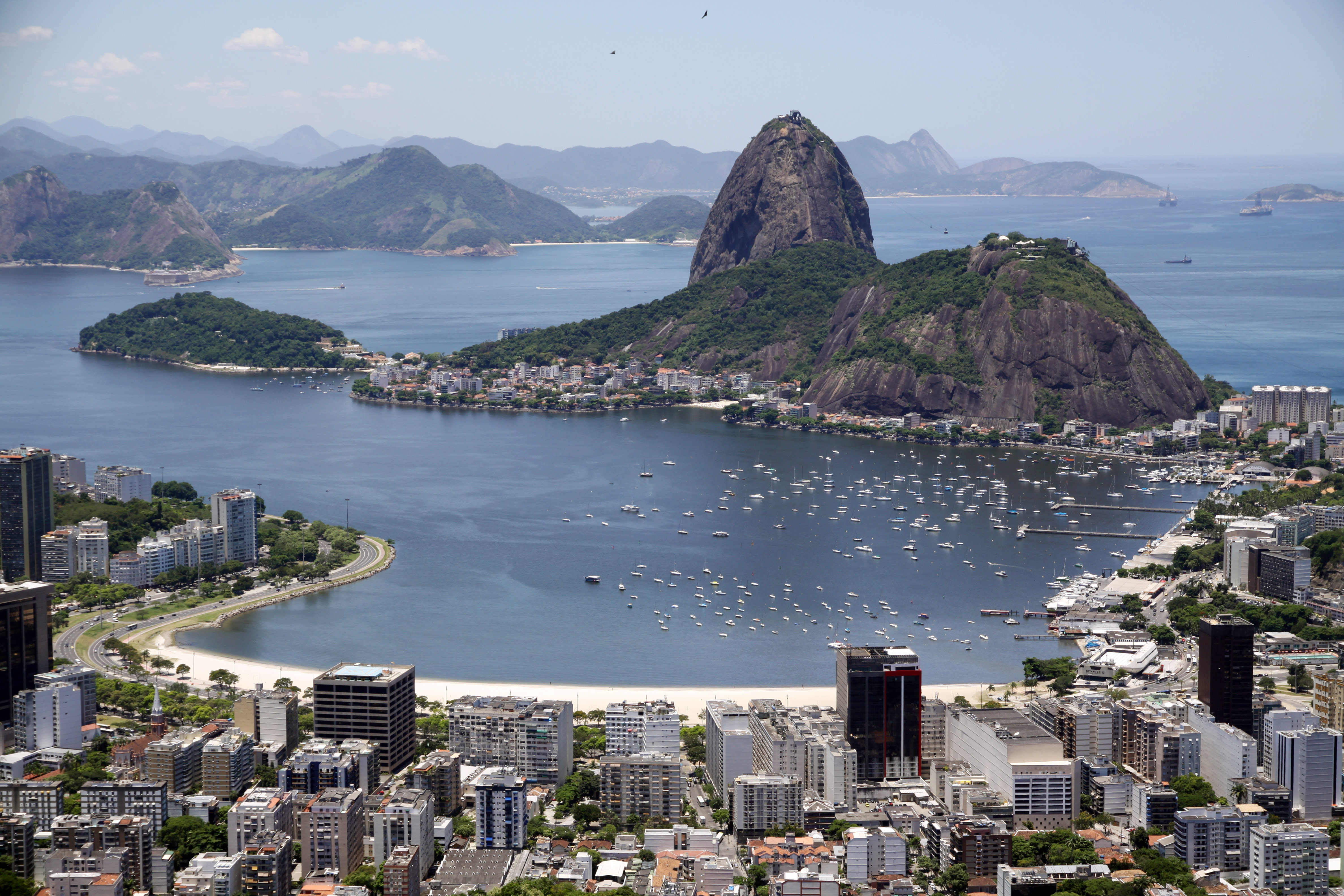
Botafogo é um dos bairros por onde passa o programa "O Meu Lugar".

A Rio TV Câmara oferece uma programação variada, que inclui programas ao vivo, debates, entrevistas e reportagens sobre temas relevantes para a cidade do Rio de Janeiro. Entre os destaques estão:
Câmara Rio Notícias: Telejornal diário que oferece uma visão geral sobre as atividades legislativas e outros acontecimentos importantes no município. O programa é transmitido em duas edições ao vivo: a 1ª Edição, traz informações sobre os projetos de lei que estarão em votação no Plenário da Câmara Municipal e as audiências públicas das comissões permanentes. A 2ª Edição, traz um resumo detalhado das principais notícias do legislativo do dia.
Além de cobrir as sessões plenárias e os debates na Câmara Municipal, o telejornal também aborda temas de interesse público, como saúde, educação, mobilidade urbana e cultura. Com reportagens especiais, entrevistas com vereadores e especialistas, e a cobertura de eventos promovidos pela Câmara, o programa mantém os cariocas informados sobre os assuntos que impactam a cidade.
Câmara Rio Entrevista: Programa que traz entrevistas com pessoas que fazem a diferença na sociedade carioca, abordando temas atuais. Esta nova versão, repaginada do antigo programa Entrevistas da emissora, já recebeu convidados como Carlinhos de Jesus,  Mauricio de Souza , Daniele Hypolito e Milton Cunha, discutindo temas que vão da cultura ao esporte.
No formato anterior, o programa também entrevistou personalidades de destaque nacional, como Gloria Perez,  Ivo Pitanguy e Milton Nascimento, consolidando-se como um espaço de diálogo sobre temas relevantes para o público.
Câmara Rio Debate: Programa de debates sobre os desafios enfrentados pela cidade, com a participação de especialistas, vereadores e representantes de organizações. Desde o início de suas transmissões, a TV Câmara exibe programas de debate, sendo que o primeiro programa da emissora também foi dedicado a esse formato. Ao longo dos anos, a TV diversificou seus programas de debate em diferentes formatos, sempre com o objetivo de promover a discussão pública sobre temas relevantes para o Rio de Janeiro.
Câmara Rio Reportagem Especial: Destaca temas relevantes como desenvolvimento sustentável, inovação urbana, empreendedorismo e a realização de eventos internacionais na cidade. O programa utiliza uma abordagem aprofundada para explorar aspectos históricos, culturais e econômicos que moldam o Rio de Janeiro, com o objetivo de fomentar a discussão pública e promover a conscientização sobre assuntos que afetam a cidade e seus habitantes.
O Meu Lugar: É um programa que explora a história e as curiosidades dos bairros cariocas, trazendo a visão de quem ajudou a moldar cada local. Esta produção é uma releitura de antigos programas como "Bairros" e  "Detetive dos Bairros", que também se dedicavam a desvendar as particularidades e histórias dos bairros do Rio de Janeiro. Ao longo de suas edições, "O Meu Lugar" tem apresentado episódios dedicados a bairros como São Conrado, Humaitá, São Cristóvão e Vila Isabel, oferecendo aos telespectadores uma visão aprofundada sobre a cultura, a história e as transformações desses locais.
Além disso, a emissora também realiza coberturas ao vivo de importantes eventos, como audiências públicas, campanhas sociais e iniciativas de saúde pública, como a doação de sangue e as campanhas de vacinação contra a COVID-19.

## Transmissão 24h e Canal Digital
Em 22 de dezembro de 2018, foi assinado um acordo entre o Senado Federal, a Assembleia Legislativa do Estado do Rio de Janeiro (Alerj) e a Câmara Municipal para a instalação da Rio TV Câmara em canal aberto, permitindo a transmissão 24 horas e em sinal digital. A previsão era que a mudança fosse implementada em até 90 dias. O ato contou com a presença de autoridades como o presidente em exercício da Alerj, deputado André Ceciliano e a vereadora Tânia Bastos. 

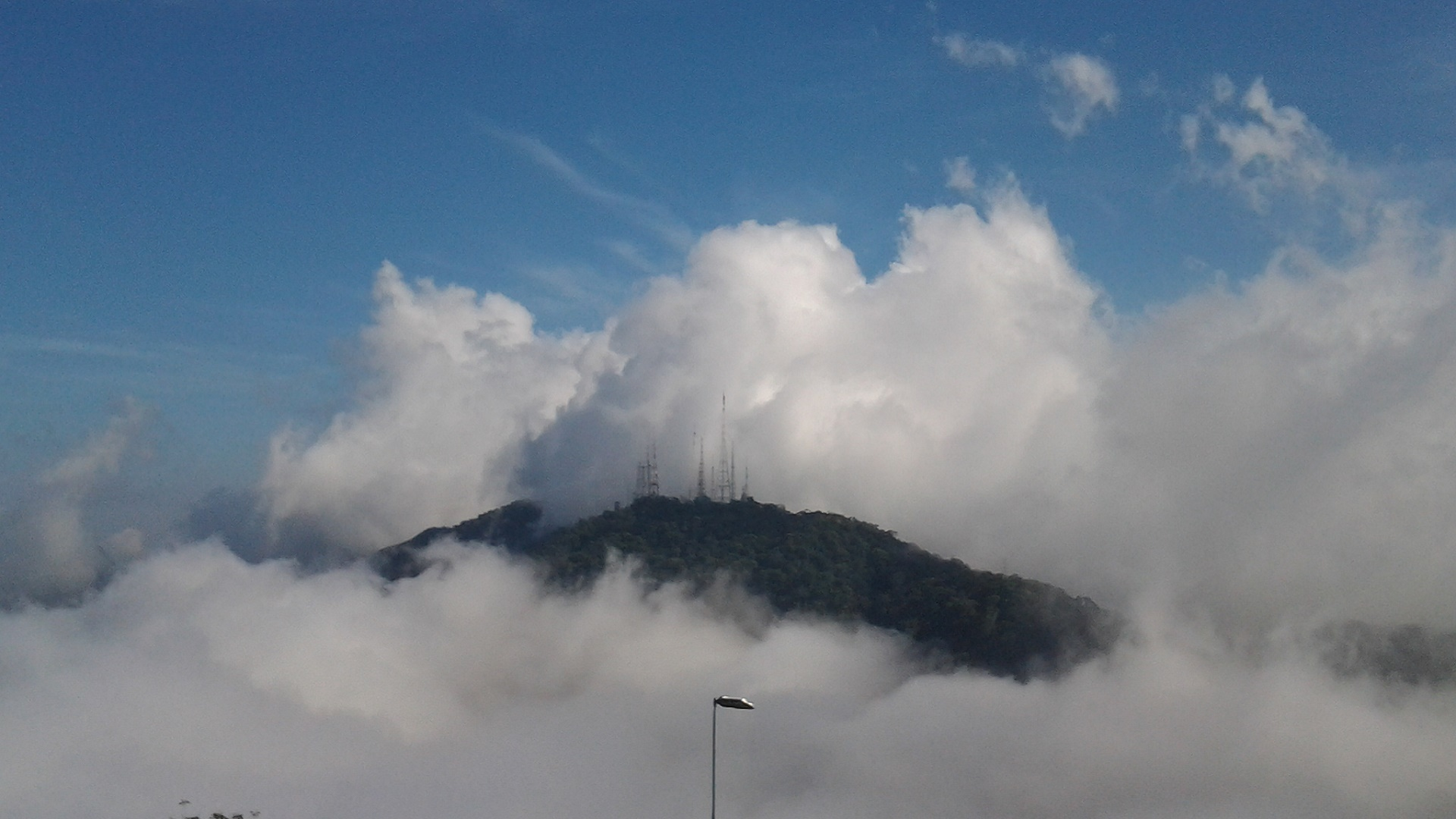
Vento molda as nuvens sobre as Torres de Rádio e Televisão no Morro do Sumaré, Rio de Janeiro.

O acordo, firmado 11 anos após o início das tratativas para a criação da Rede Legislativa de TV (em 2007), também incluiu um Termo de Compromisso entre a Alerj e a Câmara Municipal, visando melhorias na infraestrutura para a programação 24 horas. O Senado Federal ficou responsável pela licitação dos equipamentos, com um investimento estimado de R$ 2 milhões. Alguns equipamentos já haviam sido adquiridos e deveriam ser enviados ao Rio de Janeiro em até 60 dias, com a instalação das torres de transmissão no Sumaré e no Mendanha, na Zona Oeste da cidade.
O então diretor da Rio TV Câmara, Hélio Araújo, destacou que a mudança para 24 horas permitiria ampliar a cobertura das ações dos parlamentares, com novos programas, quadros e maior espaço para o cotidiano da cidade. A expectativa era que, com a transmissão em canal aberto, a emissora ampliasse seu alcance e proporcionasse um trabalho mais aprofundado sobre o legislativo e sobre a cidade do Rio de Janeiro.
Em 29 de agosto de 2020, os canais legislativos do Rio de Janeiro e de várias outras cidades do Brasil alteraram a numeração de seus canais virtuais, conforme anunciado pelo site do Senado Federal.
Anteriormente, a numeração era:
- 15.1: TV Senado
- 15.2: TV Alerj
- 15.3: Rio TV Câmara
- 15.4: TV Câmara Federal

Passando a ser, após a mudança:
- 10.1: TV Senado
- 10.2: TV Alerj
- 10.3: Rio TV Câmara
- 10.4: TV Câmara Federal

Essa alteração facilita a localização dos canais na TV aberta e visa aumentar a audiência das TVs legislativas, promovendo maior visibilidade para as sessões plenárias, reuniões públicas, debates e outros conteúdos jornalísticos, permitindo que a sociedade acompanhe mais de perto o trabalho do Legislativo.
A Rede Legislativa de TV, composta por 66 emissoras em 59 cidades, alcança atualmente cerca de 81 milhões de habitantes em 250 municípios, com 14 das operações sob responsabilidade do Senado.

## Inovações Tecnológicas
Ao longo dos anos, a Rio TV Câmara implementou diversas inovações tecnológicas para melhorar a qualidade de sua programação e interatividade com o público. A primeira emissora legislativa a inserir o QR Code em programas, a TV também se adaptou ao trabalho remoto durante a pandemia de COVID-19, utilizando dispositivos móveis para continuar a produzir conteúdo de forma eficiente.
A emissora também apostou em novas formas de interação com o público, como o uso de transmissões ao vivo com o sistema LiveU, garantindo cobertura em tempo real de eventos importantes.

## Reconhecimento e Impacto Social
A Rio TV Câmara tem sido reconhecida pelo seu papel fundamental na promoção da transparência e da cidadania no Rio de Janeiro. Em 2023, a emissora foi homenageada na Associação Brasileira de Imprensa pela Comissão Especial de Combate ao Racismo da Câmara Municipal. A TV tem investido cada vez mais em conteúdos que promovem a luta antirracista, com uma programação que reflete a diversidade cultural e social da cidade.
A emissora também estreitou sua relação com o público ao firmar um convênio com o Centro de Operações Rio, oferecendo boletins sobre o trânsito, a temperatura e alertas de prevenção.

### Marielle Franco
A Rio TV Câmara foi um dos últimos meios de comunicação a entrevistar a vereadora Marielle Franco antes de sua morte. Na edição 251 do jornal Câmara Rio Notícias, transmitida em 8 de março de 2018, a vereadora concedeu sua última entrevista no plenário da Câmara Municipal do Rio de Janeiro 

### Homenagem aos 80 anos do Jardim Sulacap
Em janeiro de 2025, a Rio TV Câmara homenageou o aniversário de 80 anos do bairro Jardim Sulacap, na Zona Oeste do Rio de Janeiro, com a exibição especial de um episódio do programa O Meu Lugar. O evento ocorreu no cinema do Parque Shopping Sulacap e contou com depoimentos de moradores que destacaram a história, o progresso e a identidade única do bairro.
A iniciativa recebeu elogios pela qualidade e sensibilidade em narrar a essência do bairro, reforçando o compromisso da Rio TV Câmara em promover a cultura e a história da cidade do Rio de Janeiro.

## Prêmios

### Prêmio Nacional de Jornalismo do Judiciário
| Ano  | Obra                                       | Categoria           | Autor                                                | Resultado | Ref.          |
| ---- | ------------------------------------------ | ------------------- | ---------------------------------------------------- | --------- | ------------- |
| 2024 | "Reportagem Especial: Cidadãos Invisíveis" | Jornalismo de Vídeo | Vitor Orlando Gagliardo / Sergio Luiz Alves da Costa | 2º Lugar  | [ 50 ] [ 51 ] |

### Prêmio Mol de Jornalismo para a Solidariedade
| Ano  | Obra                                                                     | Categoria                       | Autor        | Resultado | Ref.          |
| ---- | ------------------------------------------------------------------------ | ------------------------------- | ------------ | --------- | ------------- |
| 2025 | "Reportagem Especial: Dia da Favela: Talentos e histórias que inspiram!" | Jornalismo Tradicional em Vídeo | Munike Moret | 3º Lugar  | [ 52 ] [ 53 ] |

## Futuro e Desafios

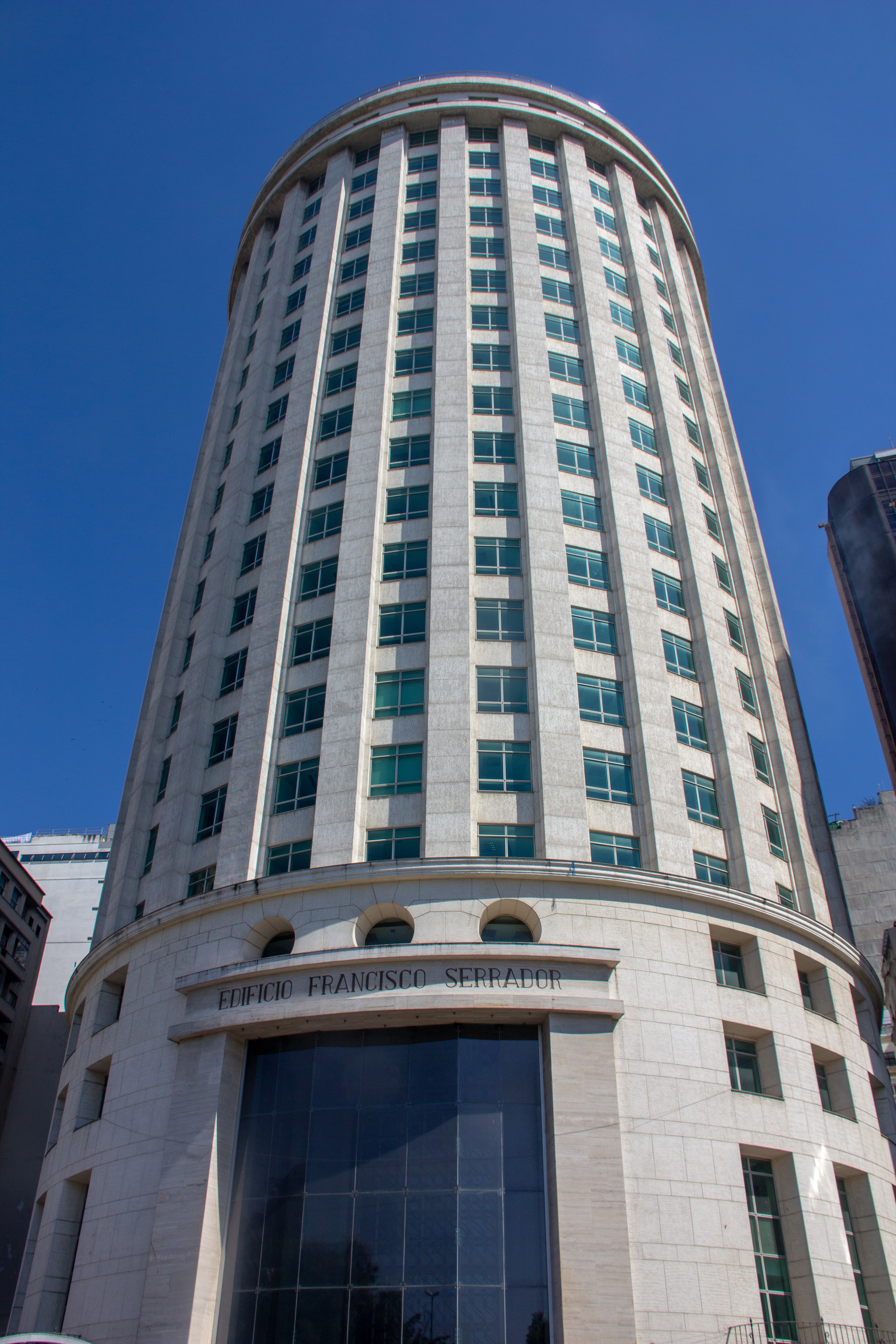
O Edifício Francisco Serrador é uma construção art déco localizada no Centro do Rio de Janeiro, que abrigará a sede da Câmara Municipal.

A Rio TV Câmara se prepara para uma nova fase com a introdução da TV 3.0 (ATSC 3.0), que trará uma programação mais imersiva e personalizada, utilizando aplicativos para a navegação e ajustando o conteúdo de acordo com as preferências dos telespectadores
A emissora segue com o compromisso de levar a informação sobre o legislativo carioca com transparência, democracia e acessibilidade, reafirmando seu papel como uma importante ferramenta de comunicação pública no Rio de Janeiro.

### Mudança para o Edifício Francisco Serrador
Em dezembro de 2022, a Mesa Diretora da Câmara Municipal do Rio de Janeiro adquiriu o Edifício Francisco Serrador, localizado na Cinelândia, por R$ 149,6 milhões, com o objetivo de transformá-lo na nova sede da Câmara. As obras no edifício, inicialmente orçadas em R$ 85 milhões, foram reduzidas para R$ 74 milhões após revisão do Tribunal de Contas do Município (TCM). As reformas incluem a criação de um plenário, um estúdio de TV para a Rio TV Câmara, e cerca de 50 gabinetes. A licitação das obras foi adiada para janeiro de 2023, enquanto o TCM analisava as exigências feitas à Câmara.
Até o momento, não há informações disponíveis sobre a conclusão das obras ou a efetiva mudança da Rio TV Câmara para o novo edifício.

#### Conteúdo Ao Vivo e Online
- «Sítio Oficial» (em camara.rio)
- Canal de Rio TV Câmara no YouTube

#### Outras Redes
- Câmara Municipal do Rio no Instagram
- Câmara Municipal do Rio no X
- Câmara Municipal do Rio no TikTok